# Анджей Йеж
А̀нджей Йеж (на полски: Andrzej Jeż) е полски римокатолически духовник, доктор по богословие, викарен епископ на Тарновската епархия и титулярен епископ на Тигилава (2009 – 2012), епископ на Тарновската епархия от 2012 година.

## Биография
Анджей Йеж е роден на 3 май 1963 година в град Лиманова. Завършва общообразователния лицей в родния си град, след което продължава образованието си във Висшата духовна семинария в Тарнов. Ръкоположен е за свещеник на 12 юни 1988 година. Служи като викарий в енориите в Крошченко над Дунайцем (1988 – 1991) и Вежхославице (1991 – 1993). В 1993 година специализира омилетика в Католическата богословска академия във Варшава. През 2001 година защитава докторска дисертация по догматично богословие в Папската богословска академия в Краков на тема „Christus communicator. Опит за изграждане на христологичен модел на теорията за междуличностната комуникация“ (на полски: Christus communicator. Próba zbudowania modelu chrystologicznego o teorię komunikacji interpersonalnej). През 2004 година е назначен за енорийски свещеник на енорията „Пресвета Дева Мария, Кралица на Полша“ в Тарнов и декан на деканата „Тарнув-Захуд“. От 2007 година е енорийски свещеник на енорията „Св. Маргарита“ в Нови Сонч и декан на деканата „Нови Сонч-Центрум“. На 20 октомври 2009 година папа Бенедикт XVI го номинира за викарен епископ на Тарновската епархия и титулярен епископ на Тигилава. Приема епископско посвещение (хиротония) на 28 ноември в базиликата на Нови Сонч от Виктор Скворц, тарновски епископ, кардинал Станислав Дживиш, краковски архиепископ, и Юзеф Ковалчик, титулярен епископ на Хераклея. На 12 май 2012 година папа Бенедикт XVI го номинира за тарновски епископ.